# 8882 Sakaetamura
8882 Sakaetamura è un asteroide della fascia principale. Scoperto nel 1994, presenta un'orbita caratterizzata da un semiasse maggiore pari a 2,3639716 UA e da un'eccentricità di 0,2093427, inclinata di 23,08769° rispetto all'eclittica.